# Мужская сборная Японии по баскетболу
Мужская сборная Японии по баскетболу — национальная баскетбольная команда, представляющая Японию на международной баскетбольной арене. Управляется Японской Баскетбольной Ассоциацией (JABBA) (яп. 日本バスケットボール協会). Одна из самых сильных и титулованных сборных, представляющих Восточную Азию. Вторая (после Южной Кореи) по числу участия в финальных стадиях чемпионатов Азии. Дважды (1966 и 1971) становилась чемпионом Азии по баскетболу.
Несмотря на то, что Япония является одной из ведущих азиатских сборных по баскетболу и наличию некоторого количества высококлассных игроков, выступавших в НБА и Европе (Юта Табусэ, Джей Ар Сакураги, Такуя Кавамура, Такуми Исидзаки), эти баскетболисты не всегда выступают за сборную, что отражается на результатах команды. В итоге, сборная Японии по рейтингу находится ниже таких команд как Иран, Филиппины, Южная Корея и Китай. 
В 2014 году ряд ведущих игроков вернулся в сборную, а её лидером стал Юта Табусэ. В итоге, команда показала лучший за 20 лет результат, заняв третье место на Азиатских играх 2014. Также команда отобралась для участия в чемпионате мира 2019 года, где у нее появился новый лидер, Руй Хатимура, выступающий в НБА за клуб «Вашингтон Уизардс». В квалификационном раунде в матче против команды Ирана Хатимура набрал 25 очков, что помогло японцам сенсационно обыграть команду Ирана со счётом 70-56.

## Достижения

### Олимпийские игры
| Место | Турнир | Место проведения    |
| ----- | ------ | ------------------- |
| 9     | 1936   | Берлин, Германия    |
| 10    | 1956   | Мельбурн, Австралия |
| 15    | 1960   | Рим, Италия         |
| 10    | 1964   | Токио, Япония       |
| 14    | 1972   | Мюнхен, Германия    |
| 11    | 1976   | Монреаль, Канада    |
| 11    | 2020   | Токио, Япония       |

### Чемпионаты мира
| Год | Турнир | Место проведения         |
| --- | ------ | ------------------------ |
| 13  | 1963   | Рио-де-Жанейро, Бразилия |
| 11  | 1967   | Уругвай                  |
| 14  | 1998   | Афины, Греция            |
| 20  | 2006   | Япония                   |
| 31  | 2019   | Пекин, Китай             |

### Чемпионаты Азии
| Год  | Место | Турнир                                              | Место проведения           |
| ---- | ----- | --------------------------------------------------- | -------------------------- |
| 1960 |       | Чемпионат Азиатской баскетбольной конфедерации 1960 | Манила, Филиппины          |
| 1965 |       | Чемпионат Азиатской баскетбольной конфедерации 1965 | Куала-Лумпур, Малайзия     |
| 1967 |       | Чемпионат Азиатской баскетбольной конфедерации 1967 | Сеул, Южная Корея          |
| 1969 |       | Чемпионат Азиатской баскетбольной конфедерации 1969 | Бангкок, Таиланд           |
| 1971 |       | Чемпионат Азиатской баскетбольной конфедерации 1971 | Токио, Япония              |
| 1973 | 4     | Чемпионат Азиатской баскетбольной конфедерации 1973 | Манила, Филиппины          |
| 1975 |       | Чемпионат Азиатской баскетбольной конфедерации 1975 | Бангкок, Таиланд           |
| 1977 |       | Чемпионат Азиатской баскетбольной конфедерации 1977 | Куала-Лумпур, Малайзия     |
| 1979 |       | Чемпионат Азиатской баскетбольной конфедерации 1979 | Нагоя, Япония              |
| 1981 |       | Чемпионат Азиатской баскетбольной конфедерации 1981 | Калькутта, Индия           |
| 1983 |       | Чемпионат Азиатской баскетбольной конфедерации 1983 | Гонконг                    |
| 1985 | 5     | Чемпионат Азиатской баскетбольной конфедерации 1985 | Куала-Лумпур, Малайзия     |
| 1987 |       | Чемпионат Азиатской баскетбольной конфедерации 1987 | Бангкок, Таиланд           |
| 1989 | 4     | Чемпионат Азиатской баскетбольной конфедерации 1989 | Пекин, КНР                 |
| 1991 |       | Чемпионат Азиатской баскетбольной конфедерации 1991 | Кобе, Япония               |
| 1993 | 7     | Чемпионат Азиатской баскетбольной конфедерации 1993 | Джакарта, Индонезия        |
| 1995 |       | Чемпионат Азиатской баскетбольной конфедерации 1995 | Сеул, Южная Корея          |
| 1997 |       | Чемпионат Азиатской баскетбольной конфедерации 1997 | Эр-Рияд, Саудовская Аравия |
| 1999 | 5     | Чемпионат Азиатской баскетбольной конфедерации 1999 | Фукуока, Япония            |
| 2001 | 6     | Чемпионат Азиатской баскетбольной конфедерации 2001 | Шанхай, КНР                |
| 2003 | 6     | Чемпионат Азиатской баскетбольной конфедерации 2003 | Харбин, КНР                |
| 2005 | 5     | Чемпионат Азии по баскетболу 2005                   | Доха, Катар                |
| 2007 | 8     | Чемпионат Азии по баскетболу 2007                   | Токусима, Япония           |
| 2009 | 10    | Чемпионат Азии по баскетболу 2009                   | Тяньцзинь, КНР             |
| 2011 | 7     | Чемпионат Азии по баскетболу 2011                   | Ухань, КНР                 |
| 2013 | 9     | Чемпионат Азии по баскетболу 2013                   | Манила, Филиппины          |
| 2015 | 4     | Чемпионат Азии по баскетболу 2015                   | Чанша, КНР                 |

## Текущий состав
Состав был объявлен 5 июля 2021. Возраст игроков приведён по состоянию на 25 июля 2021.
| Перейти к шаблону «Состав сборной Японии по баскетболу» | Состав сборной Японии по баскетболу |  |

| Поз. | №  | Имя              | Дата рождения (возраст)   | Рост   | Клуб                  |
| ---- | -- | ---------------- | ------------------------- | ------ | --------------------- |
| РЗ   | 2  | Юки Тогаси       | 30 июля 1993 (27 лет)     | 167 см | Чиба Джетс Фунабаси   |
| АЗ   | 6  | Макото Хиэдзима  | 11 апреля 1990 (31 год)   | 191 см | Уцуномия Брекс        |
| ТФ   | 8  | Руй Хатимура     | 8 февраля 1998 (23 года)  | 203 см | Вашингтон Уизардс     |
| РЗ   | 9  | Лео Вендраме     | 14 ноября 1993 (27 лет)   | 186 см | Сан Рокерс Сибуйя     |
| ЛФ   | 12 | Юта Ватанабэ     | 13 октября 1996 (24 года) | 206 см | Торонто Рэпторс       |
| АЗ   | 14 | Косукэ Канамару  | 8 марта 1989 (32 года)    | 192 см | Симане Сусаноо Мэджик |
| ЛФ   | 18 | Юдай Баба        | 7 ноября 1995 (25 лет)    | 198 см | Мельбурн Юнайтед      |
| ТФ   | 23 | Гэвин Эдвардс    | 15 января 1988 (33 года)  | 206 см | Чиба Джетс Фунабаси   |
| АЗ   | 24 | Дайки Танака     | 3 сентября 1991 (29 лет)  | 192 см | Алварк Токио          |
| Ц    | 32 | Ави Шафер        | 28 января 1998 (23 года)  | 206 см | СиХорсес Микава       |
| ТФ   | 34 | Хью Ватанабэ     | 23 декабря 1998 (22 года) | 207 см | Рюкю Голден Кингз     |
| ЛФ   | 88 | Тэнкэцу Харимото | 8 января 1992 (29 лет)    | 198 см | Нагоя Даймонд Долфинз |